# لوك بيسون
لوك بيسون (بالفرنسية: Luc Besson)‏ هو مخرج، منتج وكاتب سيناريو فرنسي، من مواليد 18 مارس 1959 في باريس. من أبرز أفلامه العنصر الخامس، نيكيتا، ليون، جاندارك ولوسي. في سنة 1998، فاز لوك بجائزة سيزر لأفضل مخرج بفيلمة العنصر الخامس.

## أفلامه
- 1990، نيكيتا[4]
- 1994، ليون
- 1997، العنصر الخامس
- 1999، جاندارك
- 2010، من باريس مع حبي
- 2014، لوسي.

## روابط خارجية
- لوك بيسون على موقع IMDb (الإنجليزية)
- لوك بيسون على موقع ميتاكريتيك (الإنجليزية)
- لوك بيسون على موقع روتن توميتوز (الإنجليزية)
- لوك بيسون على موقع مونزينجر (الألمانية)
- لوك بيسون على موقع قاعدة بيانات الأفلام العربية
- لوك بيسون على موقع ألو سيني (الفرنسية)
- لوك بيسون على موقع ميوزك برينز (الإنجليزية)
- لوك بيسون على موقع تيرنر كلاسيك موفيز (الإنجليزية)
- لوك بيسون على موقع أول موفي (الإنجليزية)
- لوك بيسون على موقع بوكس أوفيس موجو (الإنجليزية)